# Hess Swisstrolley

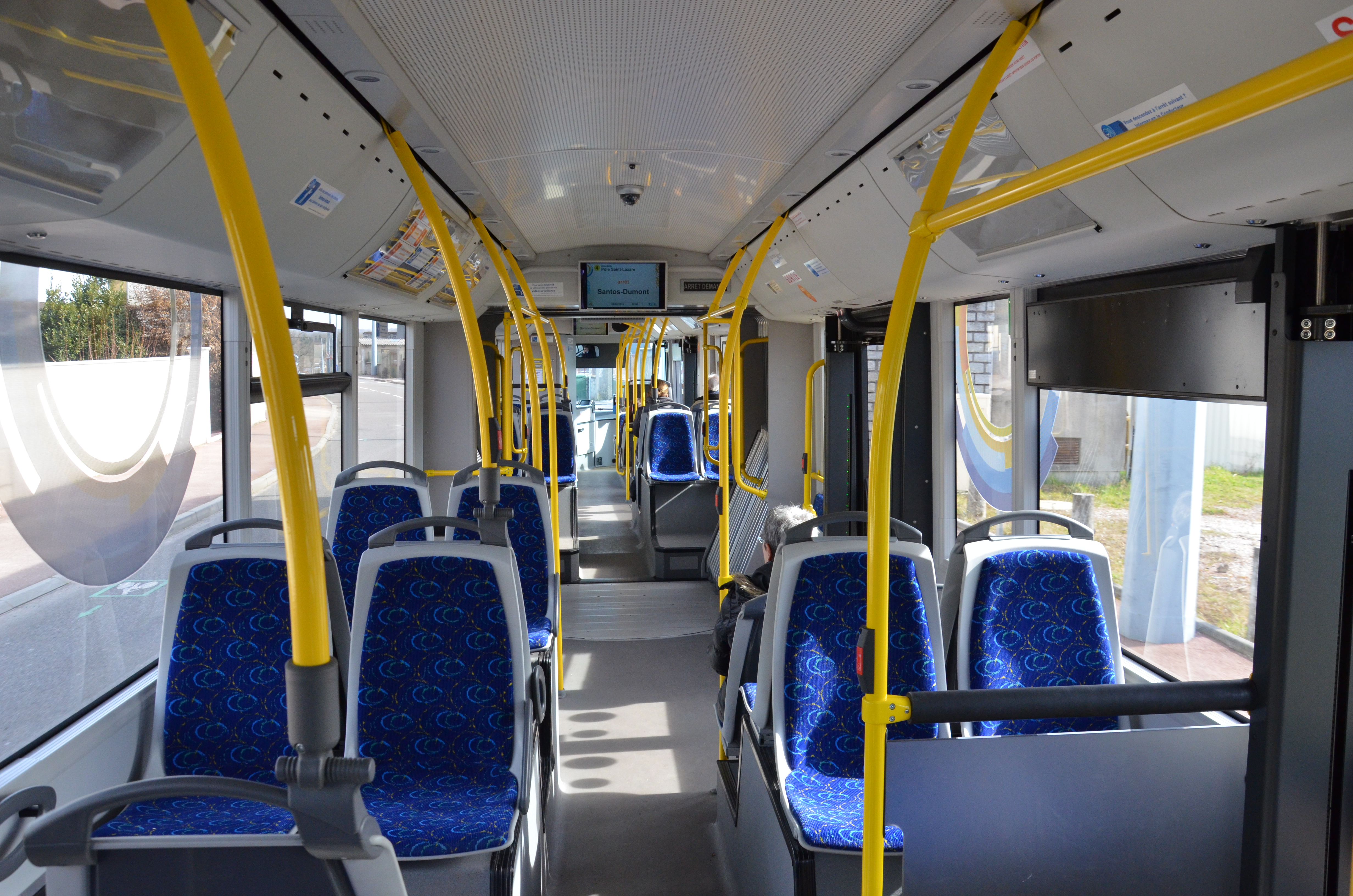
Innenansicht eines Swisstrolley 4

Unter der Bezeichnung Swisstrolley, manchmal ST abgekürzt, vertreibt das Schweizer Unternehmen Carrosserie Hess seit 1989 niederflurige Gelenk-Trolleybusse. Die Serie löste die bis dahin in der Schweiz vorherrschende Typenvielfalt aus Kleinserien und Sonderanfertigungen endgültig ab, darunter auch die teilweise vereinheitlichten Vorgängerbaureihen GTr51 aus den 1950er Jahren, APG aus den 1960er Jahren, 91 GTS und 91 GTL aus den 1970er Jahren sowie BGT 5-25 aus den 1980er Jahren. Abgesehen von der Überlandstrecke Vevey–Villeneuve kommt der Swisstrolley heute auf allen aktiven Schweizer Trolleybusnetzen zum Einsatz. Darüber hinaus wurden Fahrzeuge nach Solingen in Deutschland, Arnheim in den Niederlanden und Limoges in Frankreich geliefert. Bisher wurden bereits über 250 Swisstrolleys produziert. Seit 2012 wird die vierte Generation des Fahrzeugtyps gefertigt. Eng mit dem Swisstrolley verwandt sind die Duo-Busse des Typs NGT 204 F. Mit dem bisher noch nicht in Serie gefertigten Eurotrolley (Solotrolleybus), dem Swissdiesel (Dieselbus), dem Swisshybrid (Gelenkhybridbus), der lighTram Trolley (Doppelgelenktrolleybus) und der lighTram Hybrid (Doppelgelenkhybridbus) gehört der Swisstrolley zur aktuellen Produktpalette von Hess. Zur deutlichen Abgrenzung gegenüber den anderen Produkten und in Anlehnung an das Benennungsschema der Doppelgelenkbusse wird speziell bei den jüngeren Generationen auch die Schreibweise SwissTrolley verwendet, wobei die Antriebsart durch Grossschreibung hervorgehoben wird.

## Swisstrolley

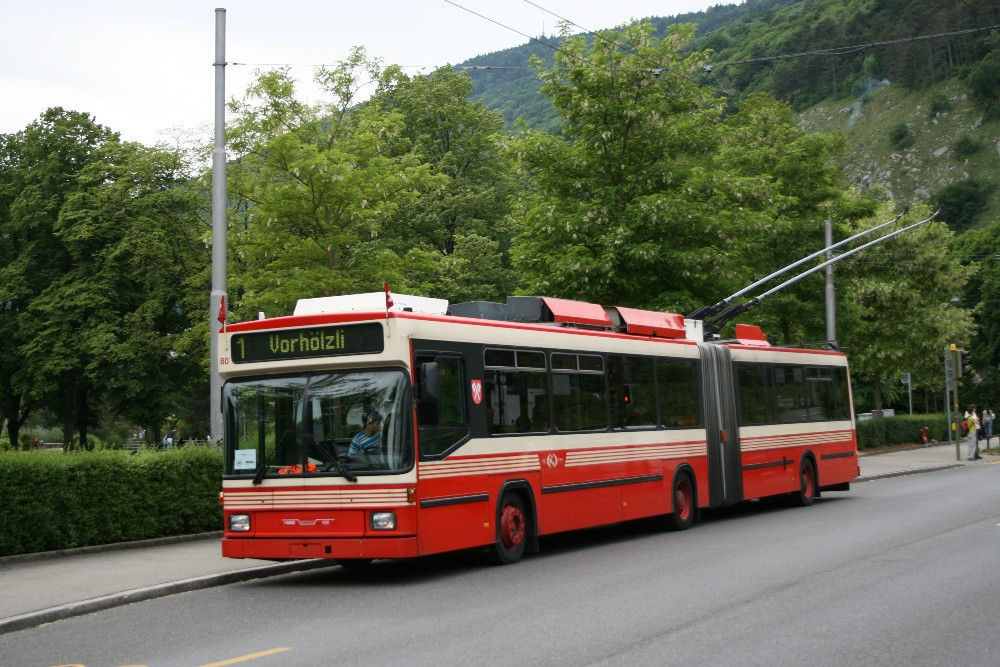
Der Swisstrolley 1-Prototyp, hier 2008 bei den Verkehrsbetrieben Biel

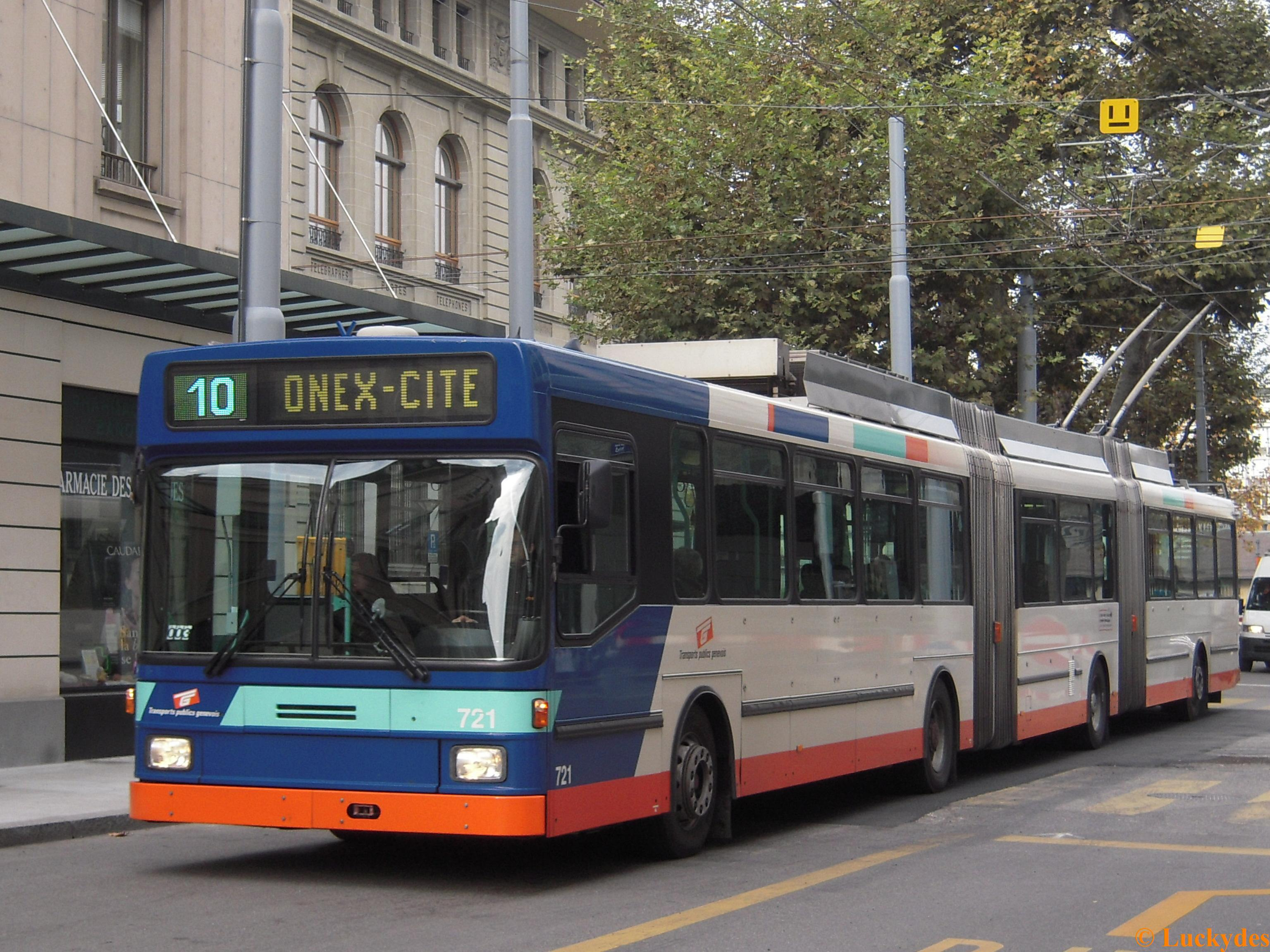
Zum Doppelgelenkwagen umgebauter Einzelgänger 721 in Genf

1989 entwickelte Hess zusammen mit der Nutzfahrzeuggesellschaft Arbon & Wetzikon (NAW) als Chassis-Lieferant und Asea Brown Boveri (ABB) als Zulieferer der elektrischen Ausrüstung den ersten Schweizer Niederflur-Trolleybus. Dieser Gelenkwagen trug die Bezeichnung BGT-N beziehungsweise den neuen Markennamen Swisstrolley, rückblickend auch Swisstrolley 1 genannt. Die Typenbezeichnung wird wie folgt aufgeschlüsselt:
| B | Bus        |
| G | Gelenk     |
| T | Trolley    |
| N | Niederflur |

Der Prototyp wurde 1991 vorgestellt und war – ausser beim Trolleybus Lugano – in allen Schweizer Trolleybusstädten zu Testfahrten zu Gast, teilweise auch im regulären Linienbetrieb. So beispielsweise in Zürich unter der Betriebsnummer 50. 1996 wurde er kurzfristig an die Verkehrsbetriebe Biel verkauft, wo er den im Januar gleichen Jahres ausgebrannten Trolleybus 61 ersetzte und unter der Nummer 80 in den Bestand eingereiht wurde. Diese wiederum gaben ihn 2008 nach Mediaș in Rumänien ab, wo er sich unter der neuen Nummer 663 bis heute im Einsatz befindet. Im Juli 2015 war er noch im Einsatz gesichtet, jetzt mit Nummer 758.
Die ersten Serienwagen waren die 13 Fahrzeuge für den Trolleybus Genf. Sie wurden 1993 ausgeliefert und tragen die Betriebsnummern 701 bis 713. Ihre elektrische Ausrüstung stammt jedoch, anders als beim Prototyp, von Siemens. Die Fahrzeuge sind mit GTO-Thyristoren und Gleichstromfahrmotoren ausgestattet. Für die Karosserie wurde ein von der Firma HESS patentiertes Konstruktionsverfahren namens CO-BOLT verwendet. Dabei orientierte man sich bei der Karosseriegestaltung am deutschen Standard-Bus. Der Genfer Wagen 709 wurde 2003 ferner zum ersten Schweizer Doppelgelenktrolleybus umgebaut, er wird seither unter der neuen Nummer 721 geführt.

## Swisstrolley 2
| Swisstrolley 2        | Swisstrolley 2                  | Swisstrolley 2                  |
| --------------------- | ------------------------------- | ------------------------------- |
| Einsatzort            | Bern                            | Biel                            |
| Masse                 |                                 |                                 |
| Länge                 | 17'913 mm                       | 18'000 mm                       |
| Breite                | 02'500 mm                       | 02'500 mm                       |
| Höhe                  | 03'445 mm                       | 03'420 mm                       |
| Wendekreis            | 23'400 mm                       | 23'400 mm                       |
| Spurkreis             | 19'900 mm                       | 19'900 mm                       |
| Gewicht               |                                 |                                 |
| Gesamtgewicht         | 28'000 kg                       | 28'000 kg                       |
| Leergewicht           | 16'935 kg                       | 17'120 kg                       |
| Nutzlast              | 11'065 kg                       | 10'880 kg                       |
| Antrieb und Bremse    |                                 |                                 |
| Elektromotor          | Drehstrom-Asynchronmotor        | Drehstrom-Asynchronmotor        |
| Dauerleistung         | 149 kW / 202 PS                 | 149 kW / 202 PS                 |
| Höchstgeschwindigkeit | 65 km/h                         | 65 km/h                         |
| Traktionselektrik     | 600 V Wechselstrom              | 600 V Wechselstrom              |
| Bordelektrik          | 24 V Gleichstrom                | 24 V Gleichstrom                |
| Hilfsaggregat         | Dieselmotor mit Generator       | Dieselmotor mit Generator       |
| Elektrobremse         | Rekuperations-Widerstandsbremse | Rekuperations-Widerstandsbremse |
| Betriebsbremse        | Zweikreis-Druckluftbremse       | Zweikreis-Druckluftbremse       |
| Beförderungskapazität |                                 |                                 |
| Steh- / Sitzplätze    | 120 / 42+1                      | 121 / 42                        |

1996 wurden die ersten Swisstrolley 2 ausgeliefert. Dies waren die drehstromgetriebenen Fahrzeuge für den Trolleybus La Chaux-de-Fonds, die elektrische Ausrüstung stammte wiederum von Siemens. Die neue Typenbezeichnung lautete BGT-N2. Äusserlich unterschieden sie sich von den ersten Wagen vor allem durch die neue rundlichere Karosserie im Hess-Design, auch CO-BOLT 2 genannt.
Für die ab 1997 gelieferten Swisstrolley für Bern und Biel wurde der Hersteller der elektrischen Ausrüstung gewechselt. Damit verbunden war auch ein niederfluriger Einstieg an der vierten Tür sowie die – von aussen unsichtbare – Integration der Retriever in die Heckklappe. Die Zulieferung der elektrischen Ausrüstung übernahm fortan Kiepe, die Traktionsmotoren stammten von Škoda. Insgesamt wurden folgende 35 Swisstrolley 2 gebaut:
| Unternehmen | Netz              | Land | Stück | Baujahre  | Nummern | Anmerkungen / Verbleib | Bild |
| ----------- | ----------------- | ---- | ----- | --------- | ------- | --- | ---- |
| TN          | La Chaux-de-Fonds | CH   | 05    | 1996      | 121–125 | 121 und 122 im Jahr 2014 nach Neunenburg versetzt 123 und 125 abgebrochen 121, 122, 125 im Jahr 2015 an RétroBus Léman                                  |      |
| SVB         | Bern              | CH   | 08    | 1997–1998 | 1–8     | 2019-2020 alle Wagen ausgemustert nach Sarajevo (Bosnien-Herzegovina) abgegeben, dort 650–663 7 dort als Ersatzteilspender abgestellt                   |      |
| VB          | Biel/Bienne       | CH   | 10    | 1998      | 81–90   | 2019 alle Wagen ausgemustert nach Czernowitz (Ukraine) abgegeben, dort 390–399                                                                          |      |
| SVB         | Bern              | CH   | 12    | 1999–2000 | 9–20    | 2019-2020 alle Wagen ausgemustert nach Sarajevo (Bosnien-Herzegovina) abgegeben, dort 650–663 13 dort als Ersatzteilspender abgestellt, 14 verschrottet |      |

## Swisstrolley 3
| Swisstrolley 3        | Swisstrolley 3             |
| Masse                 | Masse                      |
| --------------------- | -------------------------- |
| Länge                 | 17,93 m / 18,67 m          |
| Breite                | 2,55 m                     |
| Höhe über alles       | 3,44 m                     |
| Antrieb               |                            |
| angetriebene Achsen   | eine oder zwei             |
| Motorenbauweise       | Dreiphasen-Asynchron-Motor |
| Leistung              | 2 × 160 kW                 |
| Hilfsaggregat         | Dieselmotor mit Generator  |
| Leistung Aggregat     | 50 kW / 80 kW              |
| Sonstiges             |                            |
| Höchstgeschwindigkeit | 60 / 65 km/h               |
| Elektrobremse         | Fahrmotor/Rekuperation     |
| Bordelektrik          | 24 Volt Gleichstrom        |
| Traktionselektrik     | 600 Volt Wechselstrom      |

Der Swisstrolley 3, der zwischen 2004 und 2012 gebaut wurde, war bisher die erfolgreichste Swisstrolley-Baureihe. Basierend auf dieser Baureihe ist auch das lighTram entwickelt worden, welches ab 2005 in Serie ging. Nach dem Konkurs von NAW im Jahre 2002 wurde am 31. Januar 2003 vertraglich geregelt, dass Hess die Weiterentwicklung und Produktrechte für die Swisstrolley-Chassis käuflich von NAW erwirbt. Zu diesem Zeitpunkt war die Entwicklung des neuen Chassis bereits zu 50–60 % vorangeschritten. Ehemalige NAW-Ingenieure waren über die Arboner Filiale des Unternehmens Rückner aus Wiesbaden an der Weiterentwicklung beteiligt. Komponenten wie Achsen und Aufhängung werden hingegen weiterhin von Daimler-Benz bezogen. Die elektrische Ausrüstung kam nun von Vossloh, dem Nachfolgeunternehmen von Kiepe Elektrik, welches schon für die Swisstrolley 2 geliefert hatte. Wiesen die Genfer und Luzerner Wagen nach wie vor Škoda-Motoren auf, so gelangen ab den nach Zürich gelieferten Fahrzeugen Motoren der Traktionssysteme Austria (TSA) zum Einsatz. Die exakte Bezeichnung des Swisstrolley 3 ist Hess / Vossloh-Kiepe BGT-N1C für Wagen mit einer Antriebsachse beziehungsweise BGT-N2C bei zwei angetriebenen Achsen. Im Sortiment befand sich ferner auch der sogenannte Eurotrolley 3, eine zweiachsige Solowagen-Variante des Swisstrolley 3, welche aber nicht verkauft wurde.

### Design
Der Swisstrolley 3 wurde 2004 mit einem leicht veränderten Äusseren zum Swisstrolley 2 auf den Markt gebracht. Neu waren nur Kleinigkeiten wie die Verkleidung im Dachbereich, das CO-BOLT 2-Design von Hess aus dem Jahr 1996 war zu diesem Zeitpunkt mit kleinsten Anpassungen noch aktuell. Im Innenraum fielen hauptsächlich die neuen, gebogenen Formen der Haltestangen auf. Ebenso waren die Abstellplätze beziehungsweise Stehflächen neuerdings beim zweiten und dritten Einstieg zu finden statt wie zuvor beim zweiten und vierten Einstieg. Ausserdem wurden neue Sitze eingebaut. Die Innenraumgestaltung kann dabei jedoch vom Besteller mit beeinflusst werden.
Ab 2006 wurde der Swisstrolley 3 im neuen Design, welches von Hess als CO-BOLT 3 bezeichnet wird, gebaut, diese Veränderung war hauptsächlich äusserlich zu sehen. Im Innenraum wurden dabei, abgesehen von einer erneut veränderten Form der Sitze, nur Kleinigkeiten verändert.

### Einsatzbetriebe
Am 22. Februar 2011 konnte der Stadt Winterthur der 250. Swisstrolley übergeben werden, der mit der Wagennummer 118 eingereiht wurde. Insgesamt wurden 227 Einheiten der dritten Generation verkauft, die an Betriebe in der Schweiz, in Deutschland und in den Niederlanden gingen.
| Unternehmen | Netz                  | Land | Stück | Baujahre  | Nummern   | Anmerkungen                                                             | Bild |
| ----------- | --------------------- | ---- | ----- | --------- | --------- | ----------------------------------------------------------------------- | ---- |
| VBL         | Luzern                | CH   | 08    | 2004      | 201–208   | CO-BOLT 2-Design                                                        |      |
| TPG         | Genf                  | CH   | 38    | 2004–2005 | 731–768   | CO-BOLT 2-Design                                                        |      |
| VBL         | Luzern                | CH   | 02    | 2006      | 209–210   | CO-BOLT 2-Design                                                        |      |
| VBZ         | Zürich                | CH   | 18    | 2006–2007 | 144–161   | langer Wagenkasten, Vordertür einflügelig                               |      |
| VB          | Biel/Bienne           | CH   | 10    | 2007–2008 | 51–60     | kurzer Wagenkasten                                                      |      |
| SWS         | Solingen              | D    | 15    | 2008–2009 | 951–965   | kurzer Wagenkasten, dreitürige Variante                                 |      |
| VBSG        | St. Gallen            | CH   | 14    | 2008–2009 | 171–187   | langer Wagenkasten                                                      |      |
| VBL         | Luzern                | CH   | 16    | 2009      | 211–226   | langer Wagenkasten                                                      |      |
| Hermes      | Arnhem                | NL   | 09    | 2009      | 5234–5242 | kurzer Wagenkasten, dreitürige Variante                                 |      |
| TPF         | Freiburg im Üechtland | CH   | 12    | 2009–2010 | 522–533   | langer Wagenkasten                                                      |      |
| TL          | Lausanne              | CH   | 35    | 2009–2010 | 831–865   | langer Wagenkasten, Vordertür einflügelig                               |      |
| TRN         | Neuenburg             | CH   | 20    | 2009–2011 | 131–150   | langer Wagenkasten, Vordertür einflügelig                               |      |
| SBW         | Winterthur            | CH   | 21    | 2010–2011 | 101–121   | langer Wagenkasten, Vordertür einflügelig, nur dritte Achse angetrieben |      |
| VBSH        | Schaffhausen          | CH   | 07    | 2011      | 101–107   | langer Wagenkasten                                                      |      |
| SBW         | Winterthur            | CH   | 03    | 2012/2014 | 122–124   | langer Wagenkasten, Vordertür einflügelig, nur dritte Achse angetrieben |      |

## Swisstrolley 4
Seit 2012 wird von Hess unter der Typbezeichnung BGT-N1D für Fahrzeuge mit einer Antriebsachse beziehungsweise BGT-N2D für Wagen mit zwei Antriebsachsen der Nachfolger des Swisstrolley 3 angeboten. Von der vierten Generation wurden bis Januar 2013 bereits 83 Einheiten geordert, wobei mit vier Fahrzeugen für Limoges auch erstmals Swisstrolleys nach Frankreich geliefert werden.

### Technisches
Die Fahrzeuge der vierten Generation unterscheiden sich durch eine ZF-Einzelradaufhängung an der ersten Achse. Die beiden Antriebsachsen wurden verstärkt und ermöglichen einen verbreiterten Mittelgang im Radbereich. Wie bei der Vorgängerserie können auch die Swisstrolleys der vierten Generation wahlweise nur mit einer angetriebenen Hinterachse ausgestattet werden. Diese Ausführung bringt eine Gewichtsersparnis von rund 900 Kilogramm mit sich und wird beim Swisstrolley 4 erstmals in den 31 Fahrzeugen für Arnheim zur Ausführung kommen.
Durch Gewichtsoptimierung beim in Modulbauweise gefertigten Chassis ist der Swisstrolley 4 zudem leichter als sein Vorgänger. Außerdem besitzt er auf Wunsch einen Batteriehilfsantrieb, wird aber weiterhin auch mit dem bisher üblichen Dieselhilfsantrieb angeboten. Für die Innenbeleuchtung kommt künftig wartungsarme LED-Technik zum Einsatz.

### Design
Beim Aussendesign kann der Kunde nun optional eine stadtbahnähnliche Front sowie verkleidete Radnaben an der zweiten und dritten Achse wählen, der Rest des Karosseriedesigns entspricht dem, vom Vorgänger bekannten, CO-BOLT 3-Design. Diese Variante kommt erstmals bei den für Limoges gefertigten Wagen zum Einsatz. Die ersten Swisstrolley 4 mit herkömmlicher Frontgestaltung tragen, von kleinen Anpassungen abgesehen, weiterhin das alte, vom Vorgänger bekannte Aussendesign.

### Einsatzbetriebe
Neben Limoges sind auch in Lausanne, Luzern und Zürich bereits Swisstrolley 4 im Einsatz. Ab Mai 2013 wurden elf Fahrzeuge nach Arnheim ausgeliefert, weitere 20 Swisstrolleys sollen dann zwischen 2016 und Frühjahr 2017 den Fuhrpark der niederländischen Trolleybusstadt verjüngen.
| Unternehmen | Netz     | Land | Stück | Baujahre  | Nummern   | Anmerkungen                                                           | Bild |
| ----------- | -------- | ---- | ----- | --------- | --------- | --------------------------------------------------------------------- | ---- |
| TL          | Lausanne | CH   | 27    | 2012–2013 | 866–892   |                                                                       |      |
| VBZ         | Zürich   | CH   | 21    | 2012–2013 | 162–182   |                                                                       |      |
| STCL        | Limoges  | FR   | 04    | 2012      | 901–904   | stadtbahnähnliche Front, Dieselhilfsantrieb                           |      |
| Hermes      | Arnhem   | NL   | 11    | 2013      | 5243–5253 | dreitürige Variante, nur dritte Achse angetrieben, Dieselhilfsantrieb |      |
| VBL         | Luzern   | CH   | 4     | 2016      | 227–230   |                                                                       |      |
| Hermes      | Arnhem   | NL   | 20    | 2015–2017 | 5254–5273 |                                                                       |      |

## Swisstrolley 5
Um die in die Jahre gekommenen Swisstrolley 2 in Bern und Biel zu ersetzen, schrieben die Verkehrsbetriebe beider Städte die Lieferung von insgesamt 33 Trolleybussen der neuen Generation Swisstrolley 5 gemeinsam aus. Zehn Gelenkwagen sollen nach Biel gehen, 16 Fahrzeuge sind für Bern vorgesehen. Zusätzlich möchten die Verkehrsbetriebe der Bundesstadt sieben Doppelgelenkwagen anschaffen, auch hierfür ging der Zuschlag an Hess.
Biel zahlt rund zehn Millionen Franken für die Verjüngung des Fahrzeugparks, Bern wird in die 23 Neufahrzeuge rund 28 Millionen Franken investieren. Die Auslieferung war ursprünglich ab Frühling 2018 geplant. Die Auslieferung des ersten Wagens für Bernmobil erfolgte aber bereits am 23. Oktober 2017 und die ersten Fahrzeuge gelangten nach Test- und Einstellungsfahrten zum Fahrplanwechsel am 10. Dezember 2017 in den Fahrgastbetrieb.
Hess bezeichnet die Swisstrolley 5 teilweise auch als lighTram 19 DC beziehungsweise technisch als BGT-N2D DC, wobei im Gegensatz zu den vorangehenden Baureihen wieder ein Synchron-Motor mit Permanentmagneten zum Einsatz kommt. Im Linienbetrieb sollen die Wagen 30 Prozent der Strecke ohne Fahrleitung zurücklegen können, was einer Strecke von 30 Kilometern als Dienstfahrt entspricht. Neben der Ladung der Traktionsbatterie via Fahrleitung mittels Dynamic Charging ist zusätzlich auch eine Ladung mittels örtlicher Ladestation möglich.

### Swisstrolley plus
Als technischer Verwandter des Swisstrolley 5 kann der Swisstrolley plus betrachtet werden, welcher in Zusammenarbeit mit den Verkehrsbetrieben Zürich, der ETH Zürich und der Berner Fachhochschule entwickelt wurde und seit Anfang 2017 in Zürich sowie auf weiteren Schweizer Trolleybusnetzen getestet wird. Der Versuchsbetrieb, an welchem auch das Bundesamt für Energie (BFE) beteiligt war, wurde in den Jahren 2017 bis 2019 durchgeführt und führte zu Erkenntnissen bezüglich Flexibilität, Kosten und Batterielebensdauer.
Auch der Swisstrolley verfügt über permanenterregte Synchron-Motoren sowie eine Traktionsbatterie und Lademöglichkeiten über Fahrleitung und örtlicher Ladestation. Neben einer intelligenten Ladekontrolle verfügt dieser Prototyp auch über eine angepasste Heizung und Kühlung, die es erlaubt, den Energiebedarf gegenüber konventionellen Trolleybussen um rund 15 % zu senken. Im Batteriemodus erreicht das Fahrzeug im Linienbetrieb dadurch Reichweiten von rund 10 km, was einen fahrleitungslosen Betrieb auf bis zu 60 % der Linie erlaubt. Bei Leerfahrten kann eine Distanz von rund 35 km ohne Fahrleitung zurückgelegt werden.

### Einsatzbetriebe
Bisher wurden folgende Swisstrolley 5 bestellt beziehungsweise ausgeliefert:
| Unternehmen | Netz                          | Land | Stück | Baujahre  | Nummern   | Anmerkungen                                                                                      | Bild |
| ----------- | ----------------------------- | ---- | ----- | --------- | --------- | ------------------------------------------------------------------------------------------------ | ---- |
| VBZ         | Zürich                        | CH   | 1     | 2017      | 183       | Swisstrolley plus                                                                                |      |
| VBZ         | Zürich                        | CH   | 9     | 2020      | 200–208   | [ 30 ]                                                                                           |      |
| VBZ         | Zürich                        | CH   | 13    | 2024-2025 | 210-223   | [ 31 ]                                                                                           |      |
| SVB         | Bern                          | CH   | 8     | 2017      | 21–28     | [ 32 ] [ 33 ] [ 34 ]                                                                             |      |
| SVB         | Bern                          | CH   | 6     | 2018–2019 | 31–36     | [ 32 ] [ 33 ] [ 34 ]                                                                             |      |
| VB          | Biel/Bienne                   | CH   | 10    | 2018      | 91–100    |                                                                                                  |      |
| Salzburg AG | Salzburg                      | AT   | 50    | 2019–2025 | 401–450   | [ 35 ] [ 36 ] [ 37 ]                                                                             |      |
| VBSG        | St. Gallen                    | CH   | 20    | 2020–2022 | 101–120   | [ 38 ] [ 39 ]                                                                                    |      |
| TPF         | Freiburg im Üechtland         | CH   | 10    | 2020      | 6601–6610 |                                                                                                  |      |
| ATV         | Verona                        | IT   | 37    | 2020–2022 |           |                                                                                                  |      |
| TCL         | Lyon                          | FR   | 34    | 2021–     | 2001–2034 | [ 40 ]                                                                                           |      |
| TCL         | Lyon                          | FR   | 141   | 2024–     | 2801–     |                                                                                                  |      |
| TL          | Lausanne                      | CH   | 15    | 2021      | 801–815   | [ 41 ]                                                                                           |      |
| TL          | Lausanne                      | CH   | 14    | 2022-2023 | 816-829   | [ 41 ]                                                                                           |      |
| SBW         | Winterthur                    | CH   | 3     | 2022      | 131-133   | [ 42 ] [ 43 ] [ 44 ]                                                                             |      |
| SBW         | Winterthur                    | CH   | 6     | 2024      | 134-139   | [ 42 ] [ 43 ] [ 44 ]                                                                             |      |
| SBW         | Winterthur                    | CH   | 6     | 2025      | 140-145   | [ 42 ] [ 43 ] [ 44 ]                                                                             |      |
| SBW         | Winterthur                    | CH   | 12    | 2026-2027 | 146-157   | [ 42 ] [ 43 ] [ 44 ]                                                                             |      |
| TRN         | Neuenburg / La Chaux-de-Fonds | CH   | 18    | 2023–2024 | 161–178   | gemeinsame Beschaffung für folgende Netze: • 161–172 in Neuenburg • 173–178 in La Chaux-de-Fonds |      |